# Увидимся завтра на фудкорте
«Увидимся завтра на фудкорте» (яп. フードコートで、また明日。 Фу:до ко:то дэ, мата асита) — манга, написанная и проиллюстрированная Синъитиро Нарииэ. Впервые опубликована в октябре 2019 года в формате веб-манги в официальном твиттер-аккаунте автора. С марта 2020 года публикуется в сервисе цифровой манги Comic Newtype издательства Kadokawa Shoten и по состоянию на март 2025 года издана в двух томах-танкобонах. Студией Atelier Pontdarc манга адаптирована в формат шестисерийного аниме-сериала, трансляция которого проходила с июля по август 2025 года.

## Сюжет
Вада и Ямамото — две подруги-старшеклассницы, полные противоположности друг другу как внешне, так и по характерам и увлечениям. Единственное, что их объединяет — они обе одиночки в своих школах. Каждый день после занятий они приходят на фудкорт торгового центра около станции, где проводят время за разговорами.

## Персонажи
Вада (яп. 和田) — низкорослая брюнетка, не имеет практически никаких интересов, кроме мобильной гача-игры и её персонажа герцога Абеля, на которого готова потратить любые деньги. В школе производит впечатление типичной тихони из богатой семьи, но на фудкорте открывает свою детскую непосредственную сторону. Любит ругаться с людьми в интернете. 
Сэйю: Хиёри Миядзаки
Ямамото (яп. 山本) — высокая крашеная в блонд шатенка с большой грудью, выглядит как типичная гяру, но при этом, в отличие от их стереотипичного образа, тихая и рассудительная. Постоянно сидит в телефоне, хотя и не пользуется соцсетями.
Сэйю: Ёсино Аояма
Сайто (яп. 斉藤 Сайто:) — одноклассница Вады, по словам которой, Сайто похожа на гориллу, хотя и постоянно красится. Её лицо обычно не показывается. Автор фанфика про герцога Абеля, который обожает читать Вада.
Сэйю: Саори Хаями
Герцог Абель (яп. エイベル公爵 Эйбэру ко:сяку) — любимый персонаж Вады из гача-игры, в которую она играет, но не самый популярный, за что Ваде и нравится, так как она не любит делиться.
Сэйю: Дзюн Фукуяма
Ямада (яп. 山田)
Сэйю: Рина Хидака
Такидзава (яп. 滝沢)
Сэйю: Ёсицугу Мацуока

## Медиа

### Манга
Манга «Увидимся завтра на фудкорте», написанная и проиллюстрированная Синъитиро Нарииэ, изначально была опубликована 24 октября 2019 года в формате веб-манги в официальном твиттер-аккаунте автора. Позже права на издание были приобретены Kadokawa Shoten, и с 10 марта 2020 года она публикуется в сервисе цифровой манги Comic Newtype. Первая часть манги была завершена 12 января 2021 года; публикация второй части началась 6 сентября 2022 года. На март 2025 года главы манги были скомпонованы в два тома-танкобона. Первый том поступил в продажу 10 марта 2021 года, второй с подзаголовком Season 2 (в переводе с англ. — «Сезон 2») — 31 марта 2025 года.
На территории США манга лицензирована издательством Yen Press, а на территории России — издательством «Фабрика комиксов».
Список томов
| №  | Оригинальное издание | Оригинальное издание   | Издание на русском | Издание на русском     |
| №  | Дата публикации      | ISBN                   | Дата публикации    | ISBN                   |
| -- | -------------------- | ---------------------- | ------------------ | ---------------------- |
| 01 | 10 марта 2021 г.     | ISBN 978-4-0410-9892-9 | 2022 г.            | ISBN 978-5-7584-0694-6 |
| 02 | 31 марта 2025 г.     | ISBN 978-4-0411-4803-7 |                    |                        |

### Аниме
Об адаптации манги в формат аниме-сериала стало известно 13 декабря 2024 года. К его производству приступила студия Atelier Pontdarc, на должность режиссёра был назначен Кадзуоми Кога, сценаристом стал Дзюкки Ханада, дизайнером персонажей и главным режиссёром анимации — Кюта Сакаи, а композитором — Кана Утатанэ. Аниме-сериал, состоящий из шести серий, транслировался с 7 июля по 11 августа 2025 года на Tokyo MX и других телеканалах. Открывающая музыкальная тема — «Mikansei ni Matataite» (яп. 未完成に瞬いて Микансэй ни мататаитэ, «Краткое мгновение»), исполненная группой Oisicle Melonpan; закрывающая — «Tonari Awase» (яп. となりあわせ Тонари авасэ, «Бок о бок»), исполненная Хиёри Миядзаки и Ёсино Аоямой от лица их персонажей.
В июне 2025 года аниме-сериал лицензирован стриминговым сервисом Crunchyroll. На территории Юго-Восточной Азии и Океании (кроме Австралии и Новой Зеландии) его трансляция проходила посредством YouTube-каналов Ani-One Asia.

## Приём
В путеводителе сайта Anime News Network по манге осени 2022 года Ребекка Сильверман, Кристофер Фэррис и MrAJCosplay провели обзор первого тома манги. Сильверман похвалила мангу за уютную повседневность, развитие дружбы между главными героинями и детализованность иллюстраций. Фэррис охарактеризовал мангу как представителя жанра «Cute girls having meandering conversations» (с англ. — «Милые девушки ведут бессвязные разговоры»), назвал диалоги «натуралистичными» и похвалил иллюстрации. MrAJCosplay согласился с Сильверман и Фэррисом относительно иллюстраций, отметил простую задумку и что привлекательность манги заключается в ярких диалогах, в которых присутствует «определённая энергия и кинетика».